# ال رفیوجیو (تگزاس)
ال رفیوجیو (به انگلیسی: El Refugio) یک منطقهٔ مسکونی در ایالات متحده آمریکا است که در شهرستان استار، تگزاس واقع شده‌است. ال رفیوجیو ۳۳۱ نفر جمعیت دارد و ۴۶ متر بالاتر از سطح دریا واقع شده‌است.